# South West Point
South West Point är en udde i Sydgeorgien och Sydsandwichöarna (Storbritannien). Den ligger i den nordvästra delen av Sydgeorgien och Sydsandwichöarna. South West Point ligger på ön Annenkov Island.
Terrängen inåt land är kuperad åt nordost, men norrut är den platt.  Det finns inga samhällen i närheten.